# MLB夢田之戰
MLB夢田之戰（英語：MLB at Field of Dreams），是美國職業棒球大聯盟（MLB）的例行賽，在愛荷華州戴爾斯維爾夢田球場附近的一個球場上進行，該場地因1989年的棒球電影《夢幻成真》（Field of Dreams）而廣為人知。第一屆比賽於2021年8月12日進行，由芝加哥白襪隊以 9-8 擊敗紐約洋基隊。第二屆定於2022年8月11日由辛辛那提紅人對決芝加哥小熊。兩場比賽都在八月的第二個星期四舉行。

## 球場

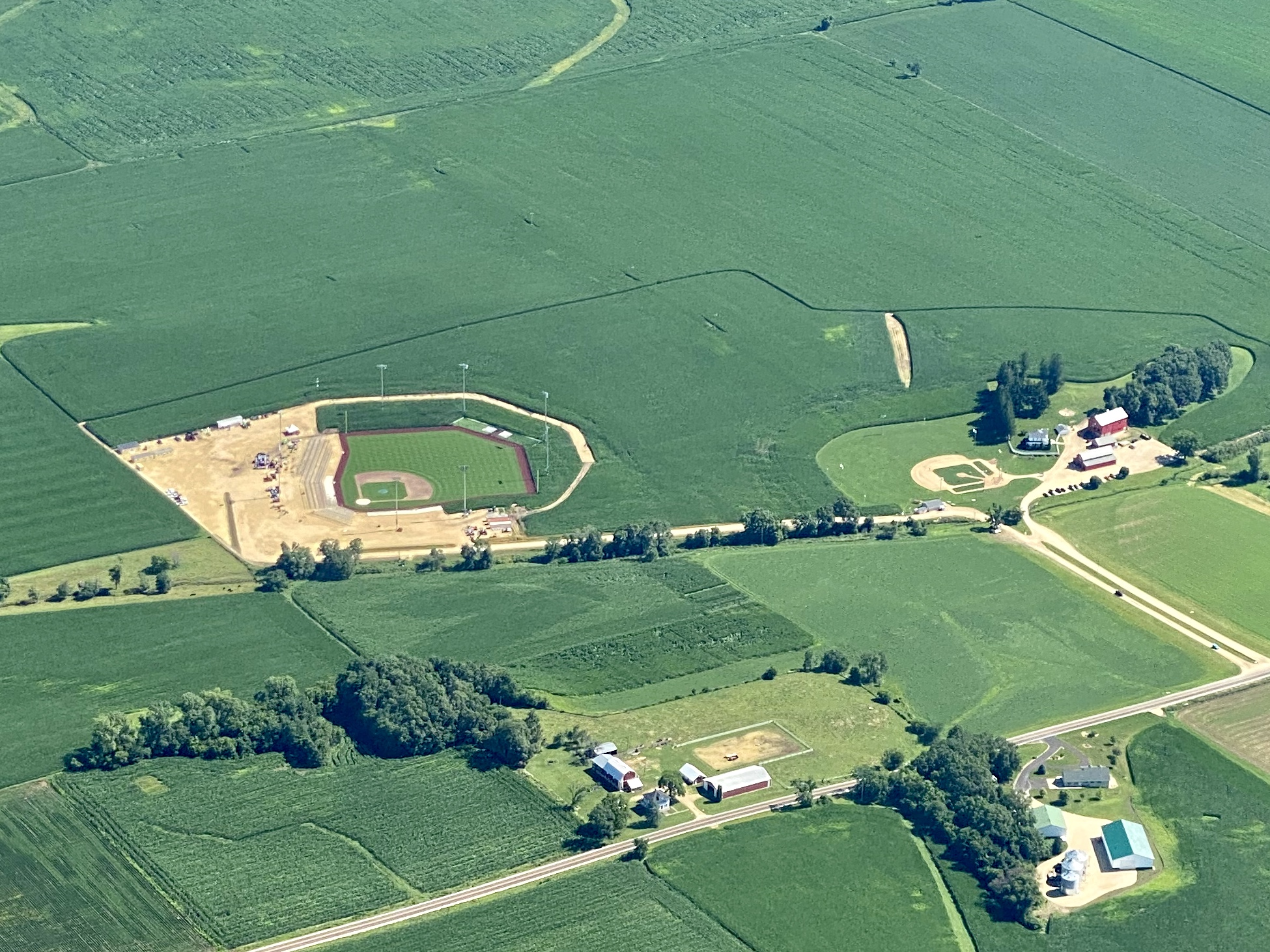
夢田之戰球場空照圖（2020年攝），左方是施工中的大聯盟比賽用球場，右方是1989年電影的拍攝用球場

## 比賽
| 賽季   | 日期    | 勝隊       | 勝隊 | 敗隊         | 敗隊 | 觀眾數 | Ref.  |
| ------ | ------- | ---------- | ---- | ------------ | ---- | ------ | ----- |
| 2021年 | 8月12日 | 芝加哥白襪 | 9    | 紐約洋基     | 8    | 7,832  | [ 1 ] |
| 2022年 | 8月11日 | 芝加哥小熊 | 4    | 辛辛那提紅人 | 2    | 7,823  | [ 2 ] |